# Gustav-Adolf von Zangen
Gustav-Adolf von Zangen (né le 7 novembre 1892 à Darmstadt dans le Grand-duché de Hesse - mort le 1er mai 1964 à Hanau) est un général allemand de la Seconde Guerre mondiale, commandant la XVe armée allemande aux Pays-Bas en 1944.
Il a été récipiendaire de la croix de chevalier de la croix de fer avec feuilles de chêne. La croix de chevalier de la croix de fer et son grade supérieur : les feuilles de chêne sont attribuées pour récompenser un acte d'une extrême bravoure sur le champ de bataille ou un commandement militaire avec succès.

## Biographie
Zangen a participé à la Première Guerre mondiale dans le 117e régiment d'infanterie (de), y recevant la croix de fer et le grade de premier lieutenant.
Pendant la Seconde Guerre mondiale, il commande la 17e division d'infanterie en Russie, un Corps en France en 1943 et un détachement d'Armée en Italie avant d'être nommé à la tête de la XVe Armée.
Stationné au pas de Calais pendant la campagne de 1944 en France (Hitler croyait alors à un second débarquement dans le nord de la France), Zangen fut forcé d'évacuer son armée avec le reste d'autres divisions ayant combattu en Normandie, traversant l'Escaut et se retranchant sur l'île de Walcheren et le Zuid-Beveland avant de combattre l'avance alliée aux Pays-Bas (bataille de l'Escaut).
Durant l'offensive des Ardennes, la XVe armée eut la charge de fixer les Britanniques et les Américains au nord du saillant créé par l'offensive allemande.

## Commandements
- 1938 - 1941 : Officier commandant le 88e régiment
- 1941 - 1943 : Officier général commandant la 17e division
- 1943 : Officier général commandant le LXXXIV Corps
- 1943 : Officier général commandant le LXXXVII Corps
- 1943 : Officier général commandant le détachement d'Armée von Zangen, Italie
- 1943 - 1944 : Officier général commandant la zone des basses Alpes, Italie
- 1944 : Officier général commandant la XVe armée, Pays-Bas

## Décorations
- Croix de fer (1914)
  - 2e Classe (13 septembre 1914)
  - 1re Classe (19 mars 1915)
- Insigne des blessés (1914)
  - en Noir
- Croix d'honneur
- Médaille de service de la Wehrmacht 4e à 1re Classe
- Médaille du Mur de l'Ouest
- Agrafe de la croix de fer (1939)
  - 2e classe (9 novembre 1939)
  - 1re classe (15 mai 1940)
- Médaille du Front de l'Est
- Croix de chevalier de la croix de fer avec feuilles de chêne
  - Croix de chevalier le 15 janvier 1942 en tant que Oberst et commandant du Infanterie-Regiment 88 et leader de la 17. Infanterie-Division[1]
  - 647e feuilles de chêne le 5 novembre 1944 en tant que General der Infanterie et commandant de la 15. Armee[2]